# آيت هكو أو علي (آيت ربعمية 2)
آيت هكو أو علي هو دُوَّار يقع بجماعة آيت سدرات السهل الشرقية، إقليم تنغير، جهة درعة تافيلالت في المملكة المغربية. ينتمي الدوّار لمشيخة آيت ربعمية 2 التي تضم 14 دوار. يقدر عدد سكانه بـ 389 نسمة حسب الإحصاء الرسمي للسكان والسكنى لسنة 2004.

## وصلات خارجية
- البوابة الوطنية للجماعات الترابية
- المندوبية السامية للتخطيط